# 圣茹昂德利勒
圣茹昂德利勒（法語：Saint-Jouan-de-l'Isle，法語發音：[sɛ̃ ʒwɑ̃ də lil] ⓘ）是法国阿摩尔滨海省的一个市镇，位于该省东部偏南，属于迪南区。

## 地理
圣茹昂德利勒（48°16'3"N, 2°9'33"W）面积8.09 平方千米，位于法国布列塔尼大區阿摩尔滨海省，该省份为法国西北部沿海省份，位于布列塔尼半岛北部，北濒大西洋英吉利海峡，西接菲尼斯泰尔省，南至莫尔比昂省，东临伊勒-维莱讷省。
与圣茹昂德利勒接壤的市镇（或旧市镇、城区）包括：科讷、拉沙佩勒布朗什、普吕莫加特、凯迪亚克。

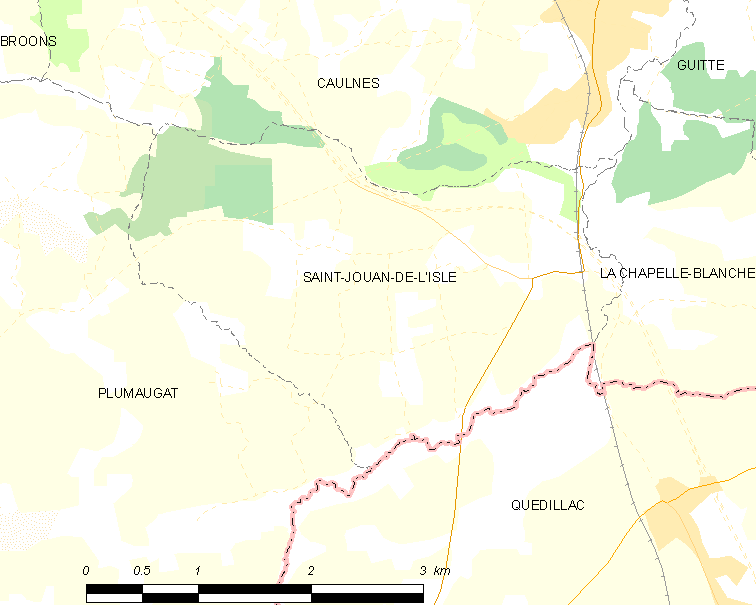
圣茹昂德利勒的OSM定位图

圣茹昂德利勒的时区为UTC+01:00、UTC+02:00（夏令时）。

## 行政
圣茹昂德利勒的邮政编码为22350，INSEE市镇编码为22305。

## 政治
圣茹昂德利勒所属的省级选区为布龙县。

## 人口

1962-2008年间圣茹昂德利勒人口变化图示

圣茹昂德利勒于2022年1月1日时的人口数量为456人。